# سیوا رکا
سیوا رکا (به بلغاری: Siva reka) یک منطقهٔ مسکونی در بلغارستان است که در شهرستان اسویلنگراد واقع شده‌است.